# 八道街道
八道街道，是中华人民共和国辽宁省丹东市元宝区下辖的一个乡镇级行政单位。

## 行政区划
八道街道下辖以下地区：
新丰社区、天后宫社区、解放社区、平安社区和八道社区。